# Tumba de David

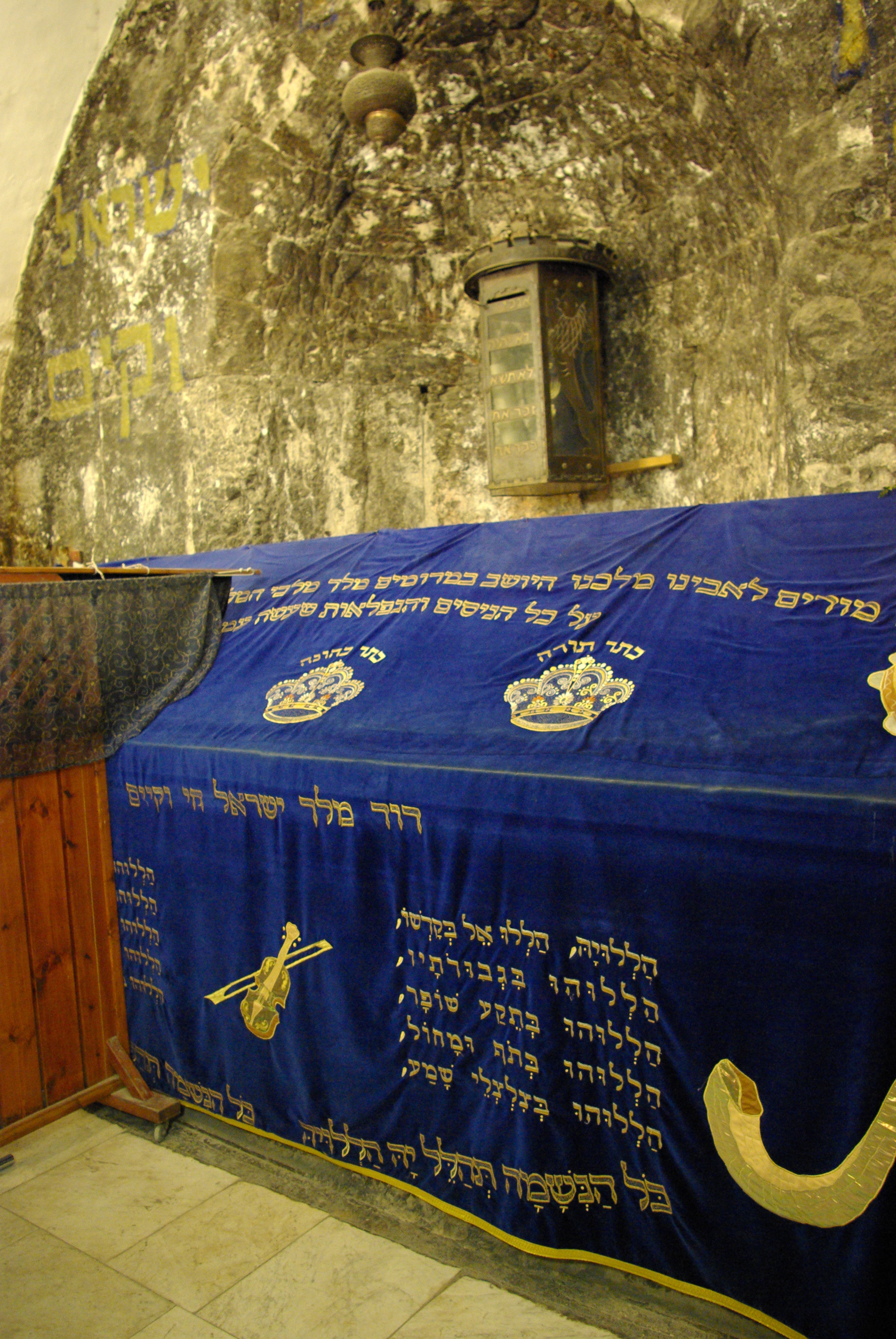
Tumba del Rey David.

La Tumba de David (en hebreo: קבר דוד המלך‎, Kever David Ha'melej, lit. Tumba del Rey David) es el nombre que se dio a un lugar en el Monte Sion en Jerusalén, junto a la Iglesia de la Dormición; la tradición cristiana desde el siglo IV vio en ese monte el lugar donde murió el Rey David. Está situado en una esquina de la planta baja de los restos de Hagia Zion, una iglesia bizantina; el piso superior del mismo edificio se asoció también al Cenáculo, el lugar donde tuvo lugar la Última Cena y donde se instituyó la Eucaristía. En 1335, la iglesia se convirtió en un monasterio franciscano, que se mantuvo hasta 1521 en que los nuevos ocupantes otomanos de Jerusalén decretaron la expulsión de los monjes, que aún pudieron conservar alguna sala. Finalmente, y debido a las tensiones con el patriarca ortodoxo de Constantinopla el monasterio se cerró en 1551, y fue ocupado por una familia musulmana, que la convirtió en una mezquita dedicada al Rey David. La entrada a los cristianos fue totalmente prohibida hasta el siglo XIX. Después de la guerra árabe-israelí de 1948, cayó del lado israelí de la Línea Verde. Entre 1948 y 1967 la Ciudad Vieja fue ocupada por Jordania, que prohibió a los judíos rezar en el Muro de las Lamentaciones. Como el Monte Sion era el lugar más cercano al Monte del Templo, los peregrinos judíos optaron por rezar en el tejado de la Tumba de David. Desde 1949, una tela azul con una sencilla ornamentación cubre el sarcófago. El edificio es actualmente administrado por la organización Diaspora Yeshiva, y es propiedad del Estado de Israel.
Según la Biblia, David durmió en la Ciudad de David junto a sus padres,en una tumba ubicada en algún sitio del Monte Sion; también su hijo Salomón fue enterrado allí. El historiador judeo-romano Josefo también relató que el rey Herodes el Grande intentó saquear la tumba de David allí, pero descubrió que se le habían adelantado. Parece ser que el lugar no empezó a relacionarse con la Tumba de David hasta el siglo XII. De acuerdo con Benjamin de Tudela, según su "Libro de Viajes” de 1173, la tumba fue descubierta durante unas obras en la iglesia, aunque no se sabe muy bien por qué se creyó que era la tumba de David. Es imposible verificar si esta es la localización original del enterramiento, ya que los cruzados lo pusieron en un gran sarcófago de piedra, construido especialmente para ese propósito, y que descansa allí desde el siglo XIV. 
Los arqueólogos modernos han puesto en duda la ubicación real del Monte Sion, y han buscado la tumba real en otras partes de la Ciudad de David. En 1913 Raymond Weill encontró ocho tumbas labradas en piedra en el sur de la Ciudad de David, que posteriormente los arqueólogos han considerado con más posibilidades de ser el lugar de enterramiento de los antiguos reyes de la ciudad. Hershel Shanks, por ejemplo, sostiene que la más ornamentada de ellas está precisamente donde uno esperaría encontrar el lugar mencionado en la Biblia.